# Callistospora gaubae
Callistospora gaubae är en svampart som beskrevs av Petr. 1955. Callistospora gaubae ingår i släktet Callistospora, divisionen sporsäcksvampar och riket svampar.   Inga underarter finns listade i Catalogue of Life.